# 로이드 이즈그로브
로이드 제프리 이즈그로브(Lloyd Jeffrey Isgrove, 1993년 1월 12일 ~ )는 웨일스의 축구 선수이다. 현재 반즐리에서 활약하고 있다.